# Pachyprosopis paupercula
Pachyprosopis paupercula là một loài Hymenoptera trong họ Colletidae. Loài này được Cockerell mô tả khoa học năm 1915.